# لسان الحمل
قطونا، عشبة البراغيث،حشيشة البراغيث أو لِسَان الحَمَل أو الخَروف أو آذان الجدي أو بَرْد وسَلاَم أو المَصَّاصَة أو ذَنَب الفَأْر أو ذَنَب الفَأْرَة أو الربل أو بذر قطونا هو جنس نباتي اسمه العلمي (.Plantago spp)، وهو يضم عدة أنواع.

## من أنواعهالواطنةفيالوطن العربي
- لسان الحمل أحادي الزهرة (باللاتينية: Plantago uniflora) في المغرب العربي وأوروبا
- الربل الأسطواني (باللاتينية: Plantago cylindrica) في مصر وبلاد الشام
- لسان الحمل الأطلسي (باللاتينية: Plantago atlantica) في المغرب العربي
- لسان الحمل الإفريقي (باللاتينية: Plantago afra) أو البَرْغُوثِيّ[6][7] أو البَزَرْقَطُونَا[6][7] أو البَزَرْقَطُونَاء أو البَذَرْقَطُونَا، اسمه العلمي (.Plantago afra L أو Plantago psyllium) في المغرب العربي ومصر وبلاد الشام وكل حوض البحر الأبيض المتوسط
- لسان الحمل البيضوي أو لُقْمَة النَّعْجَة[13]، اسمه العلمي (Plantago ovata).
- لِسَان الحَمَل الكَبِير[6][7][13] أو آذَان الجَدْي[6][7]، اسمه العلمي (.Plantago major L).
- لِسَان الحَمَل الصَغِير[6][7] أو آذَان الشَاة[7] أو أُذُن الشَاة[6] أو آذَان الغَزَال[7]، اسمه العلمي (.Plantago media L).
- لسان الحمل القرني أو رِجْل الزَّاغ[6] أو رِجْل الغُرَاب[6][7] أو رِجْل الزُّرْزُور[7] أو رِجْل العَقْعَق[7] أو رِجْل العُقَاب[7] أو قَرْن الأَيِّل[9]، اسمه العلمي (.Plantago coronopus L).
  - لِسَان الحَمَل السهمي أو لسان الفرد[9] أو [13]، اسمه العلمي (.Plantago lanceolata L).
- لسان الحمل المهدب، اسمه العلمي (Plantago ciliata).
- لسان الحمل متعانق الساق أو خُنَانَة النَّعْجَة[13] أو الرَبْلَة[14] أو الرَبْل[7]، اسمه العلمي (Plantago amplexicaulis).
- لسان الحمل البحري (باللاتينية: Plantago maritima) في المغرب العربي وبلاد الشام وشمال حوض البحر الأبيض المتوسط
- لسان الحمل الرملي (باللاتينية: Plantago arenaria) في المغرب العربي ومصر وبلاد الشام ومعظم مناطق أوروبا
- لسان الحمل القلبي (باللاتينية: Plantago cordata)
- لسان الحمل الكريتي (باللاتينية: Plantago cretica) في بلاد الشام وقبرص وتركيا واليونان
- لسان الحمل الموريتاني (باللاتينية: Plantago mauritanica) في المغرب العربي
- لسان الحمل ؟؟؟ (باللاتينية: Plantago akkensis) في المغرب العربي

## من أنواعه الأخرى
- لسان الحمل الآسيوي (باللاتينية: Plantago asiatica)
- لسان الحمل الألبي (باللاتينية: Plantago alpina)

## الاستعمالات
لسان الحمل غني بالألياف الملينة ولذلك فهو يخفف الوزن. وهو مفيد لمرضى السكري ويخفض الكوليسترول. ومن مميزاته أنه فعال في علاج الإمساك، البواسير والقولون العصبي.[بحاجة لمصدر]

## معرض الصور

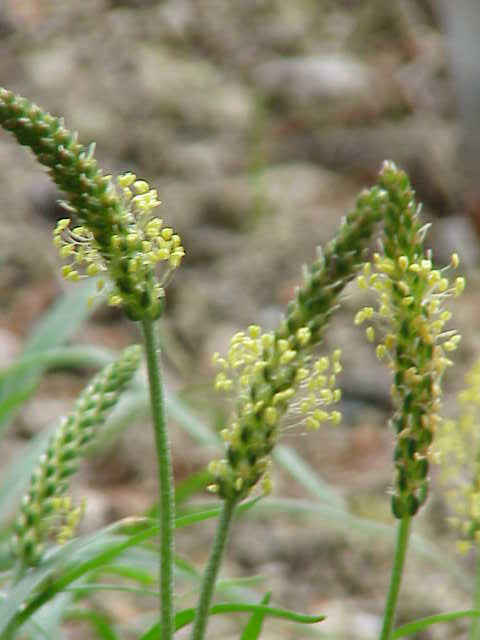
Plantago alpina
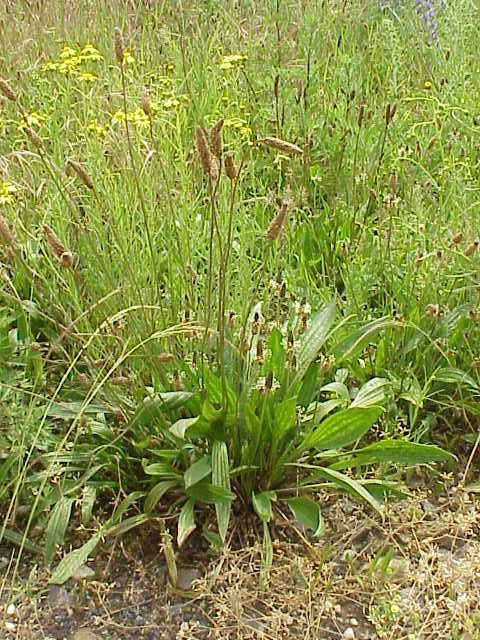
Ribwort plantain (لِسَان الفَرْد)
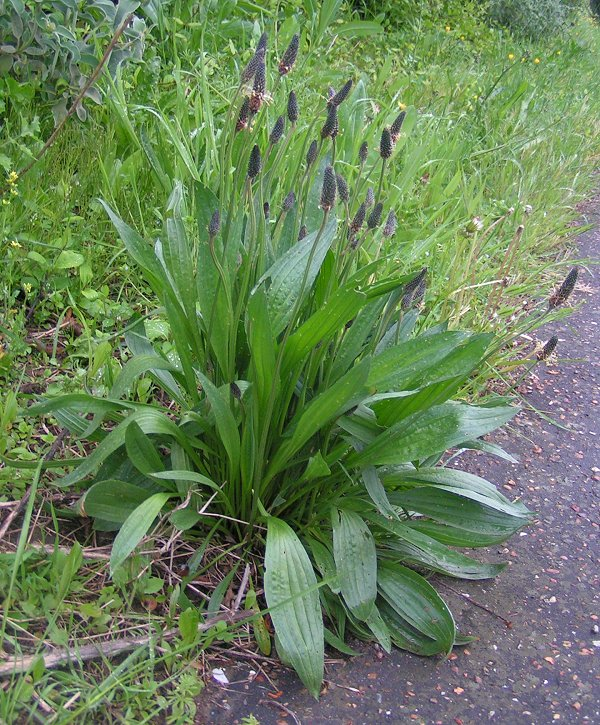
Ribwort Plantain (لِسَان الفَرْد)
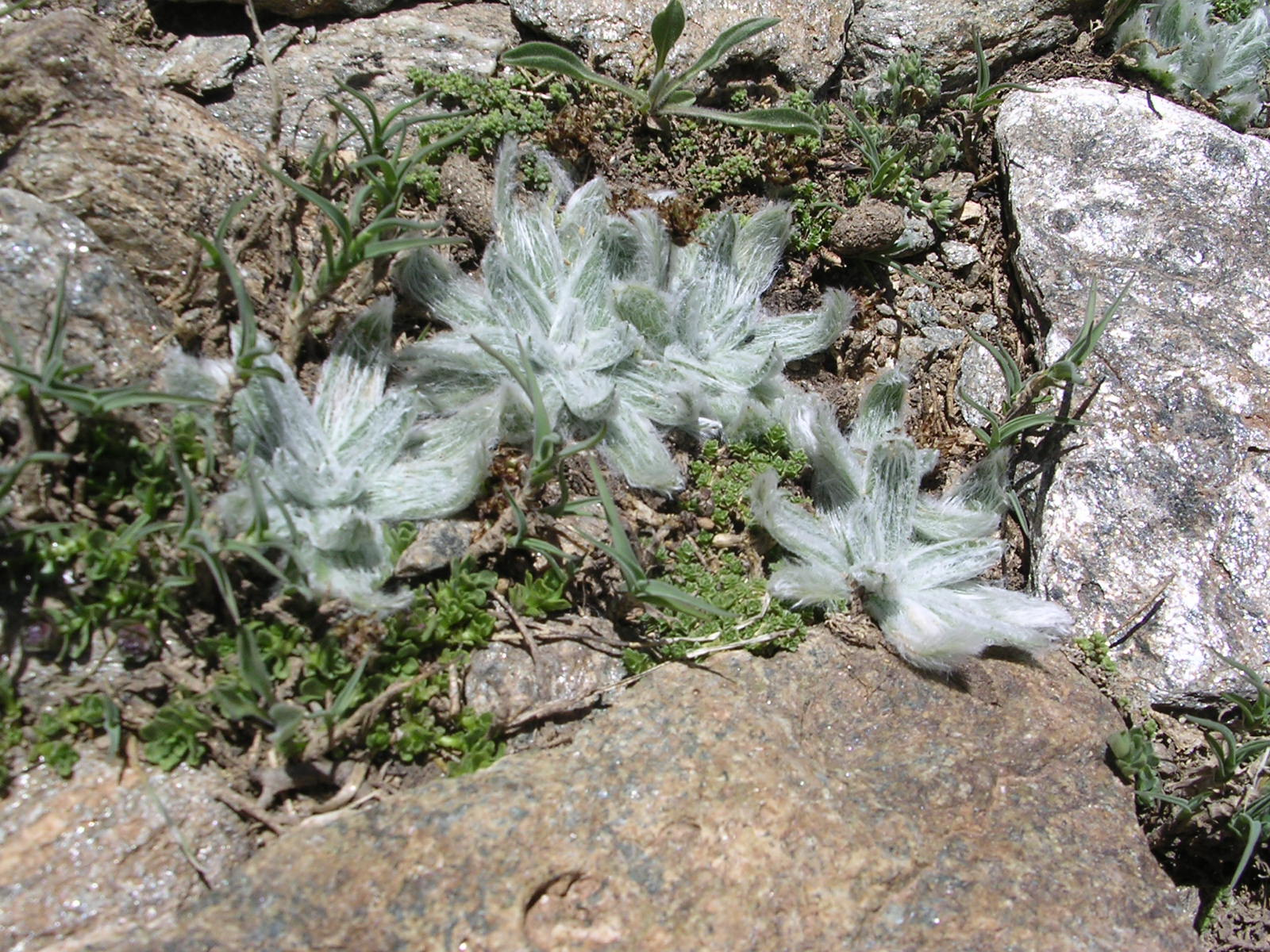
Plantago nivalis
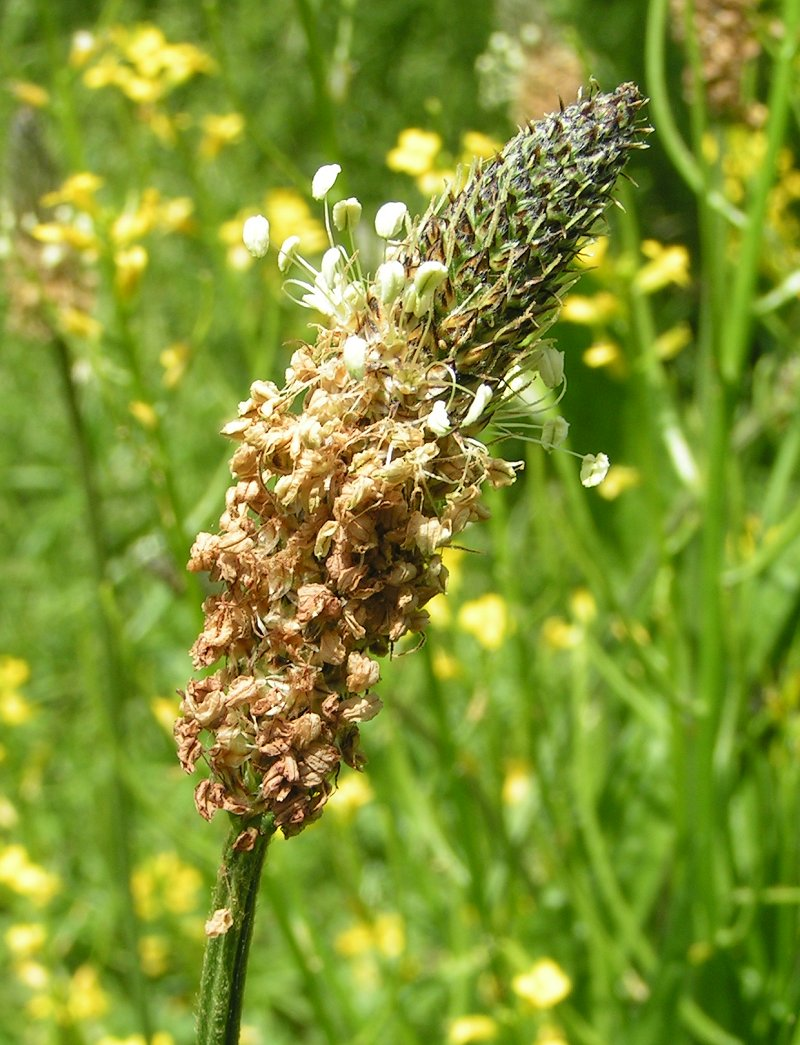
Ribwort Plantain flower spike
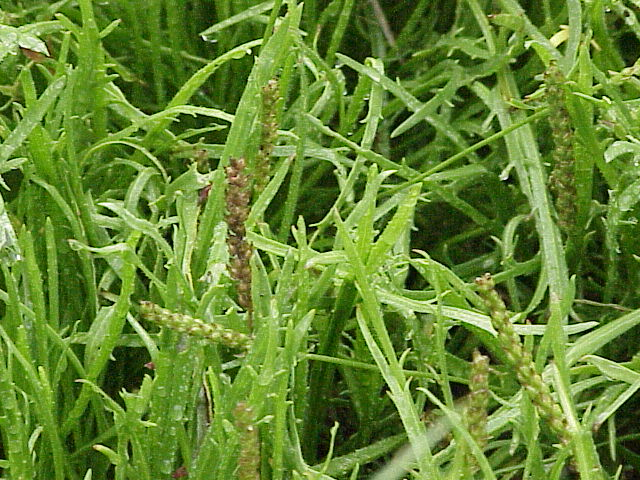
Buckshorn Plantain (رِجْل الغُرَاب)
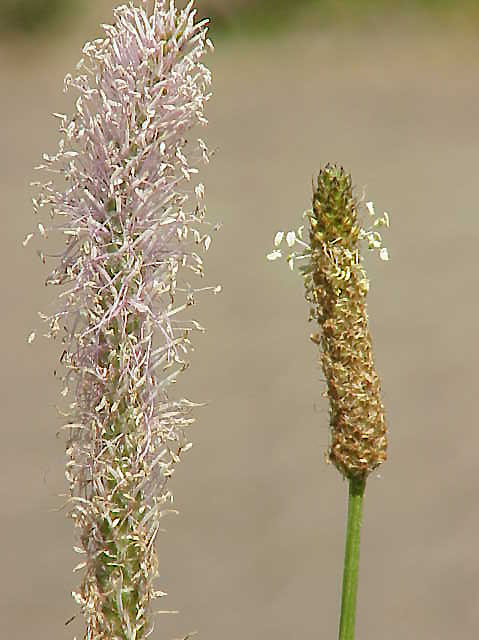
Plantago media stepposa
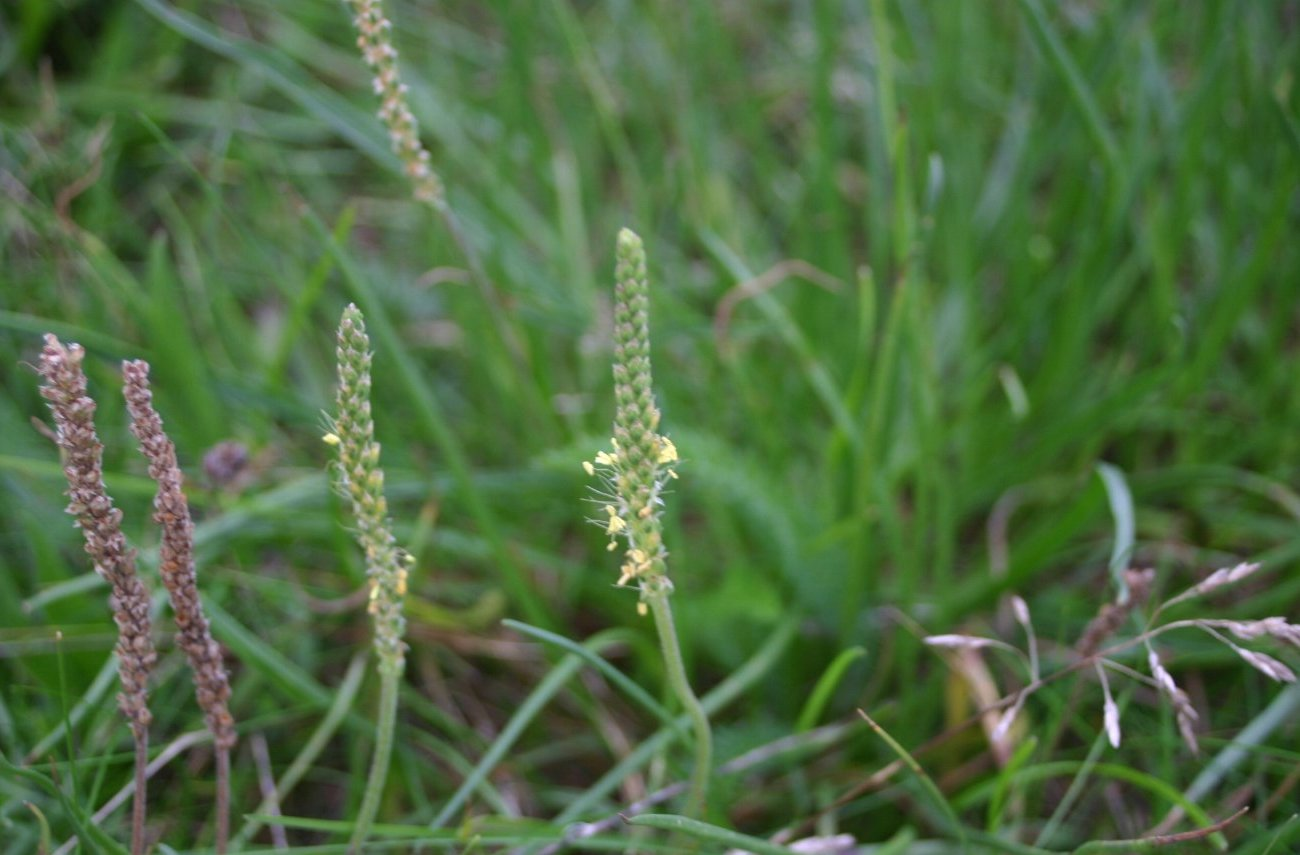
Plantago maritima